# 張一川
張一川（?—1639年10月至11月或1640年11月至12月），一說名聞人訓，自號掃地王，籍貫不詳，明朝崇禎年間農民起事領袖，後降明，被張獻忠所殺，清朝乾隆年間追諡烈愍。

## 生平

### 起事
並無任何文獻記載張一川起事之前的履歷，而起事、投降的日子記錄也多有矛盾之處。一說根據計六奇所著的《明季北略》表示，流賊不外乎叛卒、逃卒、驛卒、響馬、饑民、難民六種。崇禎元年（1628年），陝西西安府長安縣富林村發生了一起富戶持勢欺壓事件，當地富戶錢文俊放高利貸給予駐軍，算定發放俸祿的日子，派惡僕追債，毆打欠債者，搶去錢糧。欠債的士兵們憤怒，聚集反擊，幾乎將惡僕打死。錢文俊賄賂縣官，對涉事士兵於以重罰，軍隊長官介入無效。士兵有感縣官不公，乾脆刧獄，將錢文俊一家滅族，大肆殺掠。雖然亂兵不過數百人，但大量流民依附其中，漸漸成萬人之數，眾人推有勇才之人為首領，包括高迎祥、張獻忠等，張一川亦為被推舉之人，自號「掃地王」，依附張獻忠，舉農民軍往山東起事。
另一說為谷應泰所著的《明史紀事本末》記載，崇禎四年六月一日（1631年6月29日），曹文詔於陽城斬殺王嘉胤，餘黨另選出領袖王自用，黨人紛紛自取名號，張一川為其中一人，自號「掃地王」，是為三十六營農民起義軍之一。

### 進軍
崇禎六年（1633年），高迎祥大軍攻楚地，都督鄧祖禹固守應城，「掃地王」張一川、「混天王」張應金等將九將圍攻，被擒，農民軍勸降，鄧祖禹怒罵不屈，剖心剜肝而死。崇禎七年十月十日（1634年11月30日），一說九年一月廿九日（1635年3月17日），張一川進攻長江以北地區，將兵力分成兩股，自英山、霍山而出，掠過潛山、太湖、宿松，攻陷陳州、靈寶，潛山知縣趙士彥重傷死，太湖知縣金應元、訓導扈永寧遇害。由於這些地區多山，獵戶猶多，往往身備弓弩，結寨攻殺，農民軍不敵，被山民驅逐，於是向西圍麻城，抵達漢口。崇禎八年一月十五日（1635年3月3日），張一川一隊隨張獻忠入颍州，進攻鳳陽，鳳陽無城牆，官軍不戰而逃。燒明皇陵，焚松三十萬株，殺守陵太監六十餘人，釋放高牆罪宗百餘人，張一川全都有份。其後張一川和太平王入鳳陽府衙釋放囚犯，知府顏容暄身穿囚服假扮囚犯，被識破，於是張一川等張鼓升起公堂，將顏容暄杖殺。同年率萬人攻杞縣，城牆土垣多處崩塌，杞縣知縣申佳胤招募死士死守，擊潰張一川。
崇禎九年正月（1636年2月），張一川、王自用舊部會合李自成等二十四營進攻徐州失敗，遂往西攻陷虞城，入河南。「一字王」劉小山、「曹操」羅汝才、「掃地王」張一川等五營軍馬由歸德迫近開封，至石家樓。一月廿五日（1636年3月2日），明將祖大樂潛入歸德，分設伏兵，以少量兵數引誘農民軍來攻。誘兵在雪園遇農民軍，詐敗往歸德，農民軍中計來追，祖大樂鳴鼓舉麾，東西兩翼突出明軍，三面包抄，農民軍大敗，斬首一千四百餘級，農民軍一分為二，一往均州，一入四川。

### 降明
張一川何時降明，如何降明均語焉不詳，甚至有未降明前已被左良玉、陳永福、趙國柱等在郟豫所殺的說法。《欽定勝朝殉節諸臣錄》表示崇禎十二年（1639年），《明季北略》表示崇禎十三年（1640年），張一川依附過天星惠登相，惠登相與張獻忠有過節，前往新寧向農民軍諸將表示：「做流寇非我本意。」農民軍諸將大譁，群起攻之，惠登相狼狽東走，決心歸入建制，於是向左良玉投降。楊嗣昌令降將張一川、李靖王隸監軍大理右評事萬元吉所屬。十月（1639年10月至11月或1640年11月至12月），張一川於梓潼迎擊張獻忠，戰敗被擒，張獻忠恨其背叛，將之凌遲。張一川死後，萬元吉將他的妻子恩卹於夷陵中。
清朝乾隆年間，鑑於張一川歸入建制，迎擊農民軍，死狀慘烈，故追諡烈愍，成為極少數農民軍將領被封建政府肯定的例子。